# Lantos Erzsébet
Lantos Erzsébet (sz. Uzonyi Erzsébet, Sátoraljaújhely, 1961–) beszédtanár, a HangÁr Hangművészeti és Beszédoktató Műhely vezetője. Kutatási területe  a beszéd mint munkaeszköz.

## Életút

### Iskolák
- 1979-ben érettségizett a sátoraljaújhelyi Kossuth Lajos Gimnáziumban.
- 1984-ben szerezte első diplomáját a budapesti Bárczi Gusztáv Gyógypedagógiai Tanárképző Főiskola logopédia-szakán, ahol diplomamunkáját metakommunikációból írta.
- 1982-85 között mozdulatelemzést tanult, majd művészeti oktatói működési engedélyt szerzett.
- 2005-ben a SZTE - BTK kiegészítő pedagógia-szakán szerzett diplomát, kutatási területe a felsőoktatásban tanító tanárok beszédhez való viszonyának vizsgálata. A kibővített kutatási anyagot még ebben az évben megjelentette Beszédhez való viszony a magyar felsőoktatásban címen, ami egy három részes kutatómunka első állomása (Ha a beszéd munkaeszköz… Beszédkutatás 1.)

### Tanítás - vendégtanítás
- 1987-92 között beszédtechnikát tanított a szabadkai Pedagógiai Akadémián, az Újvidéki Rádió és Televízió bemondóinak, a Szabadkai Népszínház, az Újvidéki Színház, a gyergyószentmiklósi Figura Stúdió Színház színészeinek.
- 1992-97 között a HangÁr Hang-Színiakadémia vezetése mellett, számos helyen tanított óraadóként, mint pl. a Theatrum Színiakadémia, GNM Színitanoda, Família Kft. című tv-sorozat, Kereskedelmi és Vendéglátóipari Főiskola, City TV, R S 9 Színház, Skull Kommunikációs Iskola, ÁVF, ELTE…).
- 1997 óta vezeti a HangÁr Hangművészeti és Beszédoktató Műhelyt, és tanít gyakorlati fonetikát - beszédtechnikát (Magyar Nyelvi Intézet, Nemzetközi Hungarológiai Központ, BBI, Debreceni Nyári Egyetem…) munkatársaként; tart előadásokat A beszéd mint munkaeszköz! ill. A magyar nyelv hangzásvilága címmel, állandó vendégtanára a Marosvásárhelyi Színművészeti Egyetemnek (2000–2005, 2010-).

### Fellépések
- 1987-91 között Aphasia művésznéven, egyéni fónikus performanszokkal fellépett Magyarország, Hollandia, Németország, Skócia, (az egykori) Jugoszlávia és Csehszlovákia, Románia számos kulturális központjában és fesztiválján.

### Kísérleti hangmunkák
- 1989-91 között Hangkonzerv címen irodalmi-zenei sorozatot szerkesztett és vezetett az Újvidéki Rádióban és a Magyar Rádióban (Bartók).
- 1990-ben kísérleti hangreklámjaira megkapta a Vajdasági Rádiósok Díját.
- Hangkaraktereket dolgozott ki és állított be színházi előadásokhoz (Szenvedély - Budapest, Honvédegyüttes, Koponyatorony - Gyergyószentmiklós, Figura Stúdiószínház).

### Iskolaalapítás
- 1992-ben létrehozta a HangÁr Oktatási Központot és vezette annak Hang-színiakadémiáját (1992–1997), ahol kollégáival a hangfelhasználás különböző módozatait tanította a klasszikustól a kísérleti műfajig.
- 1993-ban művészeti vezetője volt a Hangpoétikák Hangművészeti Gálának;
- 1995-ben Játszani is engedd! címen a Magyar Színiiskolák I. Találkozójának,
- 1997-ben Játszani is engedd! címen a Magyar Színiiskolák II. Találkozójának.

### Kutatás - publikáció
- Szakértője a Szende Virág szerkesztette Hangoskönyv; Kiejtés- és beszédtanító program külföldieknek c. tankönyvsorozatnak (Magyar Nyelvi Intézet, Bp., 2000.)
- Szerzője a Beszédhez való viszony a magyar felsőoktatásban c. könyvnek (HangÁr, Bp., 2005.)